# Cyneoterpna wilsoni
Espèce
Synonymes
- Hypochroma wilsoni Felder & Rogenhofer, 1875[1]

Cyneoterpna wilsoni est une espèce de lépidoptères (papillons) de la famille des Geometridae vivant en Australie.

## Description
Cyneoterpna wilsoni a une envergure de 4 cm. Sa larve vit sur différentes espèces d'eucalyptus.